# Tallóci Matkó
Tallóci Matkó (? – 1445. január), névalakjai: Thallóczy Matkó (Máté, Mátyus), horvátul: Matko Talovac, raguzai származású zászlósúr, szlavón (1435–1445) és dalmát-horvát bán (1436–1445).

## Élete
„Raguzai” Lukács fia, Tallóci Péter, Frank és János testvére. Felesége özv. Garai Miklósné Lévai Cseh Margit, (III.) Garai Miklósnak (–1435/36), (II.) Garai Miklós (1366–1433) nádor és első felesége, Lazarević Teodóra (Ilona) (I. Lázár szerb cár lánya) fiának az özvegye, akinek már volt egy lánya az első házasságából, Garai Katalin. Cseh Margit apja Lévai Cseh Péter macsói bán (ur.: 1427–1431) volt. Tallóci Matkó és Cseh Margit 1439-ben október 23. előtt házasodtak össze.
Tallóci Matkó Brankovics Györggyel került Magyarországra, majd 1428-ban Galambóc ostroma után a menekülő Luxemburgi Zsigmond király segítségére volt a dunai átkelésben, amiért a király megajándékozta őt és családját a névadó Tallóc birtokával, valamint kevei és krassói ispánsággal, nándorfehérvári kapitánysággal. 1430 és 1431 között csanádi ispán, 1433 és 1438 valamint 1441-44 között Zágráb város és a zágrábi püspökség kormányzója. Hathatós szerepe volt II. Tvrtko bosnyák király hatalomba történő visszahelyezésében, valamint a bosnyák várak, köztük Jajca visszaszerzésében. 1435-45 között ő töltötte be a szlavón bán tisztséget, majd 1436-tól haláláig dalmát-horvát bán volt. Zsigmond király halálakor ő is fő résztvevője volt Cillei Borbála magyar királyné letartóztatásának. 1437. december 11-én Bécsben Ragusához írott levelében így számolt be erről az eseményről:

„Tudják meg, hogy a magyar királynét a császár akaratából és a bárók egyetértésével bizonyos okok miatt, ugyanezen bárókkal elfogatta [dec. 5.], majd velem meg Lévai Cseh Péter erdélyi vajdával Pozsony városába vitette. Ezután Bécsbe mentem, ahol utolért a szörnyű hír, miszerint a császár december 8-án, a nap 23. órájában – micsoda fájdalom – befejezte földi életét.... Tudják meg továbbá, hogy Pozsonyban, ahová minden főpap és báró összejött a királyválasztás megbeszélésére, arra az elhatározásra jutottak, hogy az osztrák herceget [Albertet] választják magyar királlyá.”

Támogatta I. Ulászló királlyá választását, ezért Luxemburgi Erzsébet királyné fogságba vetette.

## Külső hivatkozások
- A Pallas nagy lexikona/Thallóczy Matkó (mek) – 2014. június 9.
- Magyar katolikus lexikon/Tallóci Matkó – 2014. június 9.
- Foundation for Medieval Genealogy/Croatia – 2014. június 9.
- Euweb/Cseh de Léva family – 2014. június 9.

| Előző Frangepán István | Horvát bán 1436 – 1445  | Következő Tallóci Péter |
| Előző Cillei Hermann   | Szlavón bán 1435 – 1445 | Következő Cillei Ulrik  |